# بيورن بارتا
بيورن بارتا (بالألمانية: Björn Barta)‏ هو لاعب هوكي جليد ألماني، ولد في 22 مايو 1980 في زولينغن في ألمانيا.

## وصلات خارجية
- بيورن بارتا على موقع EliteProspects.com (الإنجليزية)
- بيورن بارتا على موقع Eurohockey.com (الإنجليزية)
- بيورن بارتا على موقع HockeyDB.com (الإنجليزية)